# Купила, Сакрис
Сакрис Купила (фин. Sakris Kupila) (род. в 1996 году; Хумппила, Финляндия) — финский трансгендерный студент-медик, который в 2019—2020 годах занимал должность председателя SETA, основной организации по защите ЛГБТ-прав в Финляндии.

## Биография
Купила при рождении был записан девочкой, но с раннего возраста у него начала проявляться гендерная дисфория. В возрасте девятнадцати лет он инициировал юридический процесс по смене пола с женского на мужской.
В Финляндии есть юридическое требование для смены пола — стерилизация. Купила отказался от этого, и ему было отказано юридической смене пола. В ответ он начал международную кампанию с участием Amnesty International, чтобы изменить финский закон как нарушающий его права трансгендерного человека.
Кампания завершилась в августе 2017 года, когда финское правительство решило не вносить поправки в закон о смене пола.
Купила женат по финскому закону об однополых браках на Яане Тиири, активистке за права инвалидов. Они проживают в Хельсинки, где он изучает медицину в Хельсинкском университете.
В 2019 году он вошел в десятку самых влиятельных медицинских специалистов Финляндии.